# Villaseca de Arciel
Pour les articles homonymes, voir Villaseca.
Villaseca de Arciel est une commune espagnole de la province de Soria en Castille-et-León.